# Leon Smith (tennis)
Pour les articles homonymes, voir Leon Smith et Smith.
Leon Smith OBE est un entraîneur de tennis écossais, né en 1976 à Glasgow. Il est actuellement capitaine de l'Équipe de Grande-Bretagne de Coupe Davis, et responsable des joueurs et joueuses à la Lawn Tennis Association (LTA).

## Carrière
Smith commence sa carrière d'entraîneur professionnel à 18 ans. Il se concentre sur le haut-niveau à partir de 1998, et rejoint la même année la fédération écossaise de tennis. En 2004, il devient l'entraineur national de l’Écosse.
Smith a entraîné plusieurs joueurs écossais en junior, notamment Andy Murray de ses 11 à 15 ans, période durant laquelle ce dernier remporte le Junior Orange Bowl des moins de 12 ans et cinq tournois Futures. Toujours amis, Smith et Murray travaillent à nouveau ensemble en 2006 à Roland-Garros, alors que le joueur n'a pas de coach à plein temps.
En 2005, Smith devient entraîneur des moins de 16 ans à la LTA, puis en 2008 des moins de 18 ans. Il prend ensuite la tête du département hommes, et devient en même temps capitaine de l'équipe de Grande-Bretagne de Coupe Davis. En 2011, il prend en plus en charge le département femmes.

## Capitanat en Coupe Davis
Son officialisation en tant que capitaine est annoncée par la LTA le 12 avril 2010. Il a alors 34 ans, faisant de lui le plus jeune capitaine de l'équipe depuis Paul Hutchins en 1975 (ce dernier avait 30 ans), et l'un des rares à n'avoir pas été joueur de haut niveau. Il débute à l'occasion d'un match du groupe II (zone Europe/Afrique) opposant la Grande-Bretagne à la Turquie, tenu à Eastbourne à partir du 9 juillet 2010. Lors de l'édition 2015, après avoir sorti la France, finaliste de la précédente édition, les Britanniques, emmenés par Andy Murray, arrivent en finale de la compétition contre la Belgique. Lors de cette finale, grâce à deux victoires en simple de l'Écossais et de la victoire en double avec son frère Jamie, la Grande-Bretagne remporte son 10e saladier d'argent, le premier depuis 79 ans.